# Гриква
Гриква (англ. Griqua, африк. Griekwa), устаревшее обозначение гриквасы — общее название для нескольких субэтнических групп, возникших в результате смешанных браков между аборигенами юга Африки (готтентотами или нама) с одной стороны, и бурами с другой (см. также бастеры и орламы). Во времена апартеида их причисляли к категории «цветных».
По-видимому, понятие ввёл в 1813 г. преподобный Джон Кемпбелл из Лондонского миссионерского общества для обозначения группы, состоявшей из чаригириква (готтентоты Капского региона), бастеров, коранна и тсвана. Тем не менее, уже в 1730 году на карте Исаака Тириона можно найти обозначение «большие Григриква» (De Groote Griegriequas).

## История
В результате возникновения семейных связей между готтентотами и нама, с одной стороны, и европейскими колонизаторами, с другой, возникли семейные кланы, которые сохраняли связи с бурскими родственниками, а следовательно, владели не только нидерландским языком (точнее, африкаанс, который тогда ещё не имел статуса отдельного языка), но также чтением и письмом. Эти потомки смешанных браков были хорошо знакомы с образом жизни европейских колонистов, часто принимали крещение и умели обращаться с огнестрельным оружием. Это повысило статус орламов и бастеров в глазах аборигенов (готтентотов и нама) и способствовало отделению от них. Из семейных кланов всё чаще образовывались более крупные самостоятельные общины, во главе которых, по голландскому обычаю, стоял избранный капитан. На западной территории гриква даже чеканилась своя монета. Из указанных общин важную роль сыграли африканеры-гриква под предводительством капитана Яна Йонкера Африканера и витбои под предводительством капитана Кидо Витбоя. Обе эти общины в XIX веке переселились на север от Оранжевой реки и сыграли важную роль в истории Южной Африки. Другие общины, например, во главе с Адамом Коком и Берендом Берендсом, в 1862 году переселились на северо-восток и основали там свои поселения.
Гриква играли важную роль в местной жизни, главным образом в XIX веке, однако со временем всё более теряли свою этническую идентичность, так что к настоящему времени группа почти утратила идентичность и ту важную роль, которую играла ранее. В настоящее время отдельные энтузиасты-гриква пытаются добиться у властей признания в качестве аборигенного народа.
На территории будущей ЮАР в XIX веке возникли, наряду с бурскими республиками, несколько государств гриква, которые управлялись «капитанами». Самыми важными из них были Западный Грикваланд (West-Griqualand), Восточный Грикваланд (Ost-Griqualand) и Филипполис (Philippolis).
В настоящее время гриква компактно проживают главным образом в Северо-Капской провинции в окрестностях Грикватауна, а также в Восточной Капской провинции, где расположена их неофициальная «столица» Кокстад, однако в целом рассеяны по всей территории ЮАР.
Также название Griquas носит в настоящее время команда регбистов в ЮАР.